# ラブリー牧場
ラブリー牧場（ラブリーぼくじょう）は、福井県勝山市の奥越前高原にある日本の牧場。日本国内では珍しいジャージー種の牛の山地放牧や鶏の飼育、野菜やコメの有機栽培を手がけ、低温殺菌牛乳やソフトクリーム、チーズケーキ等の乳製品の生産から加工、販売まで一貫しておこなっている。

## 概要
約40頭の牛を管理する牛舎や放牧地のほか、100羽以上の鶏を管理する鶏舎、乳製品を加工する工房がある。牧場外にも福井県内に乳製品の販売ショップを有する。また、有機農業での畑作、水田での作物栽培にも取り組んでいる。中央酪農会議より酪農教育ファーム認証を受け、外部からの見学や酪農体験を実施している。

## 沿革
- 1985年10月 - 松本忠司[4]により離農跡地にラブリー牧場を開設[5]。
- 1987年8月 - 平泉寺白山亭にて、低温殺菌ジャージー牛乳の販売を開始。
- 1990年4月 -  平泉寺にて、ソフトクリームの店「まきば館」を開店。
- 1995年8月 - 勝山城博物館に「みるく茶屋」を開店。
- 1997年7月 - 第46回全国農業経営コンクール(毎日新聞社主催)で農林水産大臣賞(名誉賞)を受賞
- 2000年11月 - 地域交流牧場全国連絡会に加盟[6]。牛乳パンの製造工房「まきばの里」を開店。
- 2002年2月 - 中央酪農会議より酪農教育ファームの認証を受け、牧場体験会を開始。
- 2021年4月 - 新規開設された「道の駅 越前おおの荒島の郷」（大野市）[7]に「みるくの郷」を開店。

## 施設
- ラブリー牧場
- まきばの里
- みるく茶屋[8][9][10]
- みるくの郷